# Erik Messerschmidt
Erik Messerschmidt (Cape Elizabeth, 23 ottobre 1980) è un direttore della fotografia statunitense.
Nel 2021 ha vinto l'Oscar alla migliore fotografia per il film Mank.

## Biografia
Studia cinema all'Emerson College di Boston, dov'è in classe con Jeremiah Zagar, esordendo poi come direttore della fotografia del suo documentario indipendente In a Dream (2008). Lavorando in televisione come tecnico delle luci, affianca spesso Jeff Cronenweth, che lo raccomanda a David Fincher. Quest'ultimo lo vuole con sé prima come tecnico delle luci per L'amore bugiardo - Gone Girl e poi per dirigere la fotografia della serie TV Mindhunter e del film Mank, per il quale vince l'Oscar alla migliore fotografia. Nel 2020, Messerschmidt è diventato membro attivo dell'American Society of Cinematographers.

## Filmografia

### Cinema
- In a Dream - documentario, regia di Jeremiah Zagar (2008)
- Mank, regia di David Fincher (2020)
- Sulle ali dell'onore (Devotion), regia di J. D. Dillard (2022)
- The Killer, regia di David Fincher (2023)
- Ferrari, regia di Michael Mann (2023)
- The Dog Stars, regia di Ridley Scott (2026) - post-produzione

### Televisione
- Mindhunter – serie TV, 16 episodi (2017-2019)
- Legion – serie TV, episodi 2x09-2x10-3x08 (2018-2019)
- Raised by Wolves - Una nuova umanità (Raised by Wolves) – serie TV, episodi 1x05-1x06-1x09 (2020)
- Fargo – serie TV, episodio 4x11 (2020)

## Riconoscimenti
- Premio Oscar
  - 2021 - Migliore fotografia per Mank
- BAFTA
  - 2021 - Candidatura alla migliore fotografia per Mank
- Primetime Emmy Award
  - 2020 - Candidatura alla migliore fotografia in una serie single-camera per il sesto episodio di Mindhunter
- American Society of Cinematographers
  - 2021 - Candidatura alla migliore fotografia in un film per Mank
- Chicago Film Critics Association
  - 2020 - Candidatura alla migliore fotografia per Mank
- Critics' Choice Awards
  - 2021 - Candidatura alla migliore fotografia per Mank
- Dallas-Fort Worth Film Critics Association Award
  - 2021 - Candidatura alla migliore fotografia per Mank
- Florida Film Critics Circle
  - 2020 - Migliore fotografia per Mank
- Satellite Award
  - 2021 - Migliore fotografia per Mank